# Eficiencia (estadística)
En estadística se dice que un estimador es más eficiente o más preciso que otro estimador, si la varianza del primero es menor que la del segundo. Por ejemplo, si {\displaystyle T_{1}} y {\displaystyle T_{2}} son ambos estimadores de {\displaystyle \theta } y 
se dice que {\displaystyle T_{1}} es más eficiente que {\displaystyle T_{2}}. Un estimador es más eficiente (más preciso), por tanto, cuanto menor es su varianza.
La eficiencia de los estimadores está limitada por las características de la distribución de probabilidad de la muestra de la que proceden. El teorema de Cramér-Rao determina que la varianza de un estimador insesgado {\displaystyle T} de un parámetro {\displaystyle \theta } es, como mínimo,
donde {\displaystyle f_{\theta }(X)} es la función de densidad de probabilidad de la muestra {\displaystyle \mathbf {X} =(X_{1},X_{2},\cdots ,X_{n})} en función del parámetro {\displaystyle \theta }, (denominada función de verosimilitud). Si un estimador alcanza esta cota mínima, entonces se dice que el estimador es de mínima varianza.